# Ndigou Hamadjoda
Ndigou Hamadjoda ou Mbil-Assora est un village de la commune de Nganha situé dans la région de l'Adamaoua et le département de la Vina au Cameroun.

## Population
Lors du recensement de 2005, 1 022 personnes y ont été dénombrées.